# Hannelore Kossel

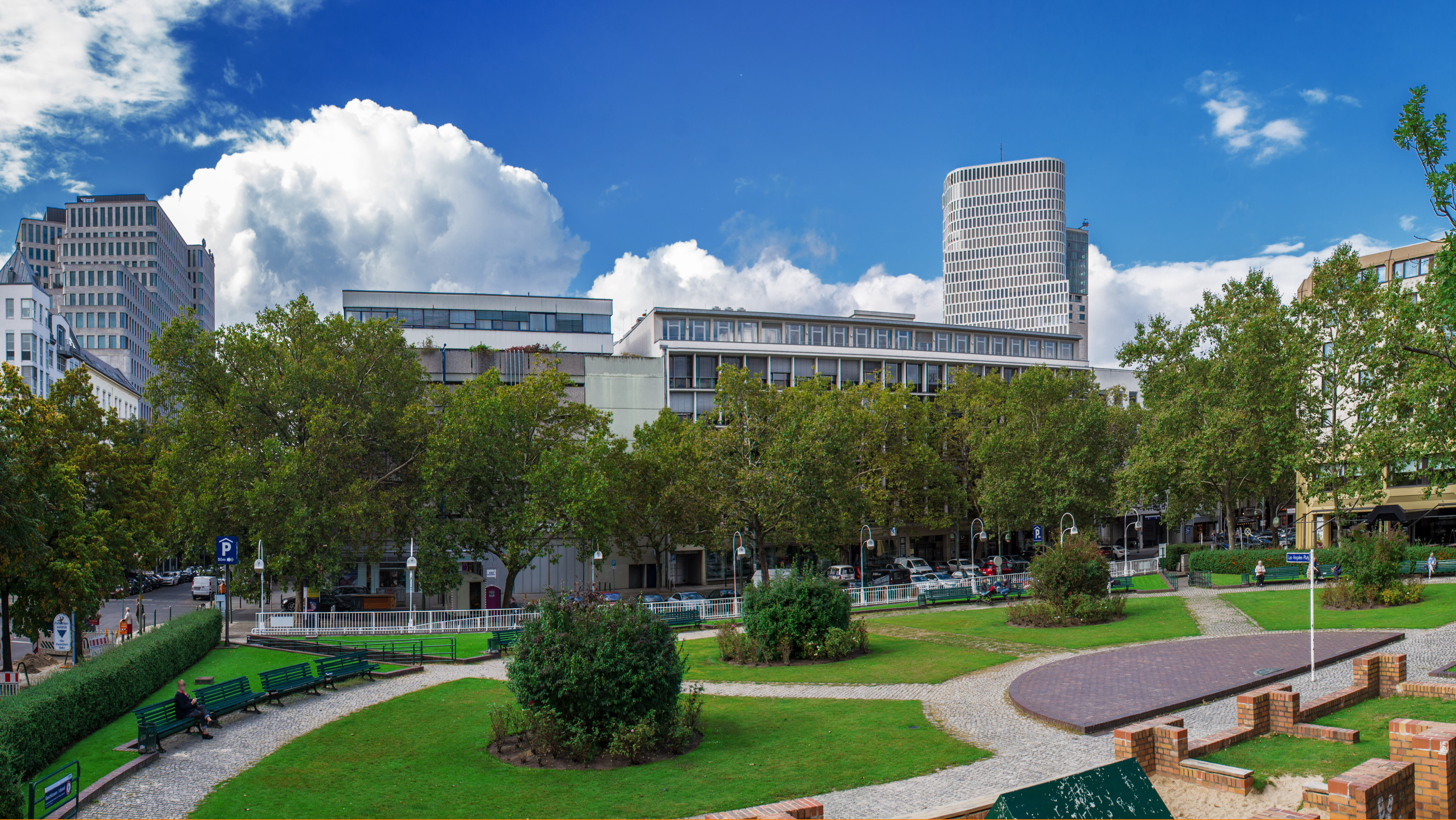
Hannelore Kossel, Urs Müller, Thomas Rhode: Los-Angeles-Platz, 1978–1982, Berlin-Charlottenburg

Hannelore Kossel (* 1. Juli 1941 in Berlin; † 27. Oktober 2020 ebenda) war eine Garten- und Landschaftsarchitektin, die mit ihren Freiraumplanungen das Berlin der 1980er und 1990er Jahre geprägt hat.

## Leben
Nach dem Abitur 1961 erlernte Hannelore Kossel den Beruf der Gärtnerin in Berlin-Charlottenburg. Ab 1962 studierte sie Landschaftsplanung an der Technischen Universität Berlin. Zu ihren Professoren gehörten unter anderen der bedeutende Landschaftsplaner Hermann Mattern sowie Günter Nagel. 1970 schloss sie das Studium mit Diplom ab. Danach war sie Mitarbeiterin von Günter Nagel.
Als selbständige Garten- und Landschaftsplanerin war Kossel äußerst erfolgreich. Sie zählt zu den bekanntesten Landschaftsplanerinnen Deutschlands überhaupt und gestaltete in Berlin eine große Anzahl von öffentlichen Grünanlagen. Besonderes Engagement zeigte Kossel für die Erinnerung an den Architekturhistoriker Julius Posener. Sie und Klaus-Henning von Krosigk sammelten Geld für eine Gedenk- und Informationsstele für Posener, die 2004 auf dem Julius-Posener-Platz an der Rehwiese in Berlin-Nikolassee aufgestellt wurde.

## Werk
Eine der ersten Planungen von Hannelore Kossel ist zugleich eine ihrer auffälligsten: der Los-Angeles-Platz in Berlin-Charlottenburg. Gemeinsam mit den Architekten Urs Müller und Thomas Rhode gewann sie 1978 den Wettbewerb zur Gestaltung des Platzes. Dieser wurde 1982 fertiggestellt und gilt als Inbegriff einer postmodernen Freiraumgestaltung – einschließlich Tiefgarage und historisierender Formenzitate. Im Anschluss daran plante sie die Freiräume für eins der frühesten Projekte der Internationalen Bauausstellung 1987 (IBA 87), die Energiesparhäuser am Landwehrkanal. Dieses Projekt entstand bereits 1983–1985, vor vielen anderen IBA-Projekten. Darauf folgten die Freiraumplanungen am Hejduk-Tower (Kreuzberg-Tower) 1986–1988, am Wohnpark am Lützowplatz 1985–1992 sowie der Stadtvillen Kurfürstenstraße 59 und 60. Ebenfalls für die IBA plante Kossel die Freiräume des Block 2 in Berlin-Kreuzberg, 1988–1993, einem Projekt, das in besonderem Maße Frauen als Produzentinnen und Nutzerinnen von Architektur und Stadt in den Vordergrund stellte.
Die denkmalgerechte Wiederherstellung von Freiräumen ist ein großer Bestandteil von Kossels Werk. So realisierten sie und Bettina Bergande 1986 eine originalgetreue Wiederherstellung des Entwurfs für den Savignyplatz in Berlin-Charlottenburg, orientiert an dem Zustand von 1926, damals geplant von Erwin Barth. Von 1985 bis 2007 restaurierte sie die Gartenanlagen des Landhaus Muthesius, dem ehemaligen Wohnsitz von Hermann Muthesius.
In den 1990er Jahren arbeitete Kossel mehrmals zusammen mit dem Architekturbüro Axel Schultes und Charlotte Frank, wobei mehrere spektakuläre, aber unrealisierte Wettbewerbsentwürfe entstanden. Eine Freiraumplanung von Kossel, die der Zusammenarbeit mit Schultes/Frank entsprang, und die tatsächlich realisiert wurde, sind die Außenanlagen des Krematoriums Baumschulenweg in Berlin-Treptow (1992–1999). Besonders umfangreich sind die Entwürfe von Hannelore Kossel für die Gartenstadt Falkenhöh in Falkensee, 1992–1996. Für diese Arbeit wurde sie 1999 mit dem Deutschen Städtebaupreis ausgezeichnet.